# Valérie Poirier
Pour les articles homonymes, voir Poirier (homonymie).
Valérie Poirier, née en 1961 à Rouen, est une dramaturge française résidant à Genève. Comédienne de formation, elle est l'auteure d'une dizaine de pièces de théâtre.

## Biographie

### Origines et études
Valérie Poirier naît en 1961 à Rouen, en Seine-Maritime, de parents franco-algériens.
Elle grandit seule avec sa mère, Française, dès l'âge de 7 ans à La Chaux-de-Fonds, dans le canton de Neuchâtel, avant de s'installer à Genève à l'âge de 20 ans.
Elle se forme de 1981 à 1984 à École supérieure d'art dramatique de Genève, puis à la Kleine Académie de Bruxelles de 1985 à 1989.

### Parcours artistique
Elle est l'une des quatre cocréatrices en 1986 de la Compagnie du revoir, aux côtés d'Anne Bisang, Franziska Kahl et Sophie Bonhôte. Le collectif pratique « un théâtre visuel et militant, sensible à la représentation de la femme ». Après avoir réalisé WC dames à la Maison de quartier de La Jonction à Genève en 1987, puis Rumeur au La Bâtie-Festival de Genève, il se dissout en 1988.
Elle écrit sa première pièce en 1993, intitulée Quand la vie bégaie. La pièce reçoit le Prix des antennes théâtrales.
Elle met en scène sa pièce Chambre froide en 2007 au Théâtre du Pommier à Neuchâtel, puis Plagiat en 2009 dans le même théâtre. Elle publie la même année Loin du bal et autres pièces, une pièce sur la vieillesse en EMS mise en scène au Théâtre Le Poche à Genève.
En 2012, elle écrit et met en scène Pièces détachées au Théâtre des marionnettes de Genève. Contactée par l'Association neuchâteloise pour l'aide à la création littéraire, qui lui octroie une bourse de 10 000 francs avec promesse de publication, elle publie l'année suivante une autobiographie fictionnelle intitulée Ivre avec les escargots.
En 2016, elle écrit sur commande d'Hervé Loichemol Un conte cruel, consacré à la violence conjugale, mis en scène par Martine Paschoud à la Comédie de Genève.

## Distinctions
En 2004, Les Bouches sont récompensées par le prix de la Société suisse des auteurs,.
En 2006, Valérie Poirier est lauréate du prix "Textes en scène".
En 2017, elle est lauréate du prix suisse de théâtre.

## Œuvres

### Nouvelles
- Ivre avec les escargots. Nouvelles. Éditions d'autre part. 2013.  (EAN 9782940518067)[4],[14].

### Théâtre
- Loin du bal et autres pièces, Orbe, Bernard Campiche éditeur, coll. « Théâtre en camPoche », 2009 (ISBN 978-2-88241-239-3)[15]
- Palavie: et autres pièces, Orbe, Bernard Campiche éditeur, coll. « CamPoche », 2017 (ISBN 978-2-88241-427-4)[16]
- Quelqu'un d'autre, mis en scène en 2018 par Pietro Musillo au Théâtre Le Crève-Coeur à Genève[17]
- Vie et mort de Petula, mis en scène en 2020 par Yvan Rihs au Théâtre Saint-Gervais[18],[19]